# Municipal District of Willow Creek No. 26
Der Municipal District of Willow Creek No. 26 ist einer der 63 „municipal districts“ in Alberta, Kanada. Der Verwaltungsbezirk liegt in der Region Süd-Alberta und gehört zur „Census Division 3“. Er wurde zum 1. Januar 1944, durch die Zusammenlegung von anderen bzw. Teilen von anderen Verwaltungsbezirken, eingerichtet (incorporated als „Municipal District of Argyle No. 100“) und sein Verwaltungssitz befindet sich in Claresholm.
Der Verwaltungsbezirk ist für die kommunale Selbstverwaltung in den ländlichen Gebieten sowie den nicht rechtsfähigen Gemeinden, wie Dörfern und Weilern und ähnlichem, zuständig. Für die Verwaltung der Städte (City) und Kleinstädte (Town) in seinen Gebietsgrenzen ist er nicht zuständig.

## Lage
Der „Municipal District“ liegt im zentralen Süden der kanadischen Provinz Alberta. Im Süden folgen die Bezirksgrenzen über weite Strecken dem Verlauf des Waterton Rivers bzw. dem Belly River. Außerdem verläuft der Willow Creek durch den Bezirk.
Die Hauptverkehrsachsen sind der in Ost-West-Richtung verlaufende Alberta Highway 3 (der Crowsnest Highway) sowie der in Nord-Süd-Richtung verlaufende Alberta Highway 2. Durch die Lage am Highway 2/Highway 3 führt der CANAMEX Corridor auch durch den Bezirk. Außerdem durchquert die transkontinentale Hauptstrecke der Canadian Pacific Railway den Bezirk.
Im Südwesten des Bezirks befindet sich ein Reservat (Peigan Timber Limit B) der Piegan, einem Volk der First Nation. Laut dem „Census 2016“ leben in dem 430,16 km² großen Reservat 1544 Menschen.
Mit dem Willow Creek Provincial Park befindet sich einer der Provincial Parks in Alberta im Bezirk. Außerdem liegen Bereiche des Biosphärenreservates Waterton im westlichen Teil des Bezirks.
|                                           | Foothills County                            | Vulcan County     |
| Municipal District of Ranchland No. 66    | Kompassrose, die auf Nachbargemeinden zeigt | Lethbridge County |
| Municipal District of Pincher Creek No. 9 | Cardston County                             |                   |

## Bevölkerung
| Jahr | Erhebung          | Einwohner | Änderung | Fläche (km²) | Bev.-dichte (EW/km²) |
| ---- | ----------------- | --------- | -------- | ------------ | -------------------- |
| 2016 | Volkszählung 2016 | 10.353    | + 3,1 %  | 2.836,64     | 3,6                  |
| 2011 | Volkszählung 2011 | 10.061    | - 1,9 %  | 2.837,80     | 3,5                  |

## Gemeinden und Ortschaften
Folgende Gemeinden liegen innerhalb der Grenzen des Verwaltungsbezirks:
- Stadt (City): keine
- Kleinstadt (Town): Claresholm, Fort Macleod, Nanton, Stavely
- Dorf (Village): keine
- Weiler (Hamlet): Granum, Moon River Estates, Orton, Parkland, Woodhouse

Außerdem bestehen noch weitere, noch kleinere Ansiedlungen und zahlreiche Einzelgehöfte.